# 오쿠가와 마사야
오쿠가와 마사야(일본어: 奥川 雅也, 1996년 4월 14일 ~ )는 일본의 축구 선수이다.

## 구단 경력
그는 2015년 J2리그의 교토 상가 FC에 입단했다. 그 후 FC 리퍼링로 이적했다. 2018년 FC 레드불 잘츠부르크로 이적했다.